# Джоузеф Морган
Джоузеф Морган (на английски: Joseph Morgan) е английски актьор. Познат е най-добре от ролята си на Клаус Майкълсън от сериалите „Дневниците на вампира“ и „Древните“.

## Ранен живот
Джоузеф Морган е роден в Лондон, но е живял в Суонзи 11 години. Той е най-голямото дете в семейството. Бил е студент в училище Morriston Comprehensive, а после в колежа Gower Swansea, преди да се върне обратно в Лондон, за да учи в Central School of Speech and Drama.

## Личен живот
Морган подкрепя благотворителността Positive Women, приканвайки фенове да се включат към нея на рождения му ден. На 15 май 2014 е съобщено, че той и актрисата от „Дневниците на вампира“ Персия Уайт са се сгодили, след като се срещат от 2011. На 5 юли 2014 се женят в Очо Риос, Ямайка.

## Кариера
Джоузеф играе главна роля на Трой в първия сезон на телевизионния сериал „Хекс“ и има поддържащи роли във филмите „Александър“ и „Господар и командир“. През 2010 играе главна роля в минисериала „Бен-Хур“, излъчен за първи път по телевизия CBS в Канада и Ей Би Си в Америка на 4 април 2010.
Изпълнява ролята на Клаус Майкълсън в сериала на телевизия The CW „Дневниците на вампира“ и на Лисандър във филма от 2011 „Безсмъртни“. BuddyTV класира Джоузеф под номер 84 в списъка „Най-сексапилните мъже в телевизията за 2011“. През януари 2013 започва да се снима в спин-оф на „Дневниците на вампира“ – „Древните“ отново в ролята на Клаус Майкълсън.

## Филмография

### Филми
| Година | Заглавие            | Роля           |
| ------ | ------------------- | -------------- |
| 2003   | Ероика              | Матиас         |
| 2003   | Хенри VIII          | Томас Кулпепер |
| 2003   | Господар и командир | Уилям Уорли    |
| 2004   | Александър          | Филотас        |
| 2005   | Уилям и Мери        | Калум          |
| 2006   | Кенет Уилямс        | Алфи           |
| 2007   | Парк Мансфиелд      | Уилям Прайс    |
| 2011   | Ангелски герб       | Ръсти          |
| 2011   | Безсмъртни          | Лисандър       |
| 2011   | Хранилище           | Пол            |
| 2011   | С тези ръце         | Джордж         |
| 2013   | Отворен гроб        | Нейтън         |
| 2013   | Откровение          | -              |
| 2014   | 500 мили на север   | Джеймс Хог     |
| 2014   | Примирение          | Ей Джей Бъд    |
| 2014   | Дермафория          | Ерик Ашуорт    |

### Телевизия
| Година      | Заглавие              | Роля            |
| ----------- | --------------------- | --------------- |
| 2002        | Шпиони                | Реверенд Пар    |
| 2004        | Хекс                  | Трой            |
| 2006        | Линия на красотата    | Джаспър         |
| 2007        | Мълчаливият свидетел  | Матю Уилямс     |
| 2007        | Доктор Мартин         | Мик Мейбли      |
| 2008 – 2009 | Авария                | Тони Рийс       |
| 2010        | Бен-Хур               | Джуда Бен-Хур   |
| 2012 – 2014 | Дневниците на вампира | Клаус Майкълсън |
| 2013 – 2018 | Древните              | Клаус Майкълсън |

## Награди
| Година | Категория                 | Резултат  |
| ------ | ------------------------- | --------- |
| 2011   | ТВ Злодей                 | Номиниран |
| 2012   | ТВ Злодей                 | Номиниран |
| 2013   | ТВ Злодей                 | Номиниран |
| 2013   | ТВ Злодей                 | Печели    |
| 2014   | Любим актьор в нов сериал | Печели    |
| 2014   | ТВ Актьор: Фантастика     | Номиниран |
| 2014   | Най-добър вампир          | Номиниран |
| 2015   | ТВ Актьор: Фантастика     | Номиниран |